# 中大脳動脈
中大脳動脈（ちゅうだいのうどうみゃく）は、ウィリス動脈輪の枝の一つ。大脳の側頭葉（聴覚野含む）、前頭葉（運動野含む）、頭頂葉（体性感覚野含む）、大脳基底核、視放線、島皮質、角回、被殻、レンズ核、聴放線、ブローカ野、ウェルニッケ野を栄養する。前大脳動脈と共に内頸動脈からの直接の枝であり、後大脳動脈とは、後交通動脈で連絡されている。